# Parafia św. Wojciecha w Warszawie
Parafia Świętego Wojciecha w Warszawie – parafia rzymskokatolicka należąca do dekanatu wolskiego, archidiecezji warszawskiej, metropolii warszawskiej Kościoła katolickiego, w Warszawie. Obsługiwana przez księży archidiecezjalnych.

## Historia
Parafia została erygowana 1 kwietnia 1927 roku.

### Kościół parafialny
Kościół parafialny św. Stanisława Biskupa został wybudowany w latach 1898–1903.

## Proboszczowie
- ks. prałat Wacław Murawski (1 kwietnia 1927 – 15 września 1961)[1]
- ks. prałat Władysław Borowiec (luty 1963 – luty 1974)[1]
- ks. infułat Edwar Majcher (1974–1999)[1]
- ks. prałat Wojciech Łagowski (1999–2019)[1]
- ks. prałat Zbigniew Suchecki (od 30 czerwca 2019)[1]